# Хризалиды
«Хризалиды» (англ. The Chrysalids, в США неоднократно издавался под названием Re-Birth, на русском наиболее известен по переводу в первых 2 изданиях — «Отклонение от нормы», а также как «Куколки») — научно-фантастический роман Джона Уиндема, вышедший в 1955 году. На русском языке был впервые издан в номерах 4-7 журнала «Смена» 1987 года в переводе Ф. Сарнова, под названием «Отклонение от нормы». Написан в типичной манере автора и по мнению некоторых критиков даже является лучшим романом Уиндема. Ранняя рукопись изначально была озаглавлена Time for a Change («Время перемен»).

## Сюжет
Действие романа происходит в далёком постапокалиптическом будущем, на Лабрадоре, который после ядерной войны стал более тёплым и пригодным для людей местом. Жители Лабрадора не восстановили полностью цивилизацию после войны, местное общество в основном аграрное и практикует фундаментальное христианство, согласно которому уничтожительная война являлась карой человечеству за его грехи. Никаких очагов развитой цивилизации больше нет в окрестностях Лабрадора, на юге полуострова начинаются бескрайние Джунгли, из которых на фермеров иногда совершают набеги дикари-мутанты. Среди лабрадорцев под действием остаточной радиации также порой рождаются мутанты (имеющие Отклонение), но их стерилизуют и изгоняют по религиозным соображениям, так как согласно послевоенному трактату «Откровения» есть только одно определение настоящего человека.
В таком нетерпимом обществе, в деревне Вакнук, родился и вырос Дэвид Строрм, сын Джозефа Строрма, фанатичного и ортодоксального даже по местным меркам фермера. В раннем детстве ему начал сниться Город, хотя он тогда не знал, что вообще существуют города и как они выглядят. За дружбу с девочкой-мутантом Софи Уэндер был жестоко наказан отцом, что стало одним из поворотных моментов в развитии характера Дэвида. После этого он узнает «часть семейной истории, которую предпочел бы не знать» — его тётя Харриэт пыталась подменить своего ребёнка-мутанта на родившегося ребёнка его матери — на время осмотра. После рождения троих детей-мутантов муж имеет право выгнать свою жену, поэтому Харриэт в отчаянии. Но мать Дэвида прогоняет сестру, и Харриэт совершает самоубийство.
Чуть позже он обнаружил у себя дар обмениваться мыслями на расстоянии с несколькими детьми в окрестностях. Группе молодых телепатов хватило природной осторожности, чтобы никому не рассказывать об этом даре, который окружающие взрослые приняли бы за Отклонение. Старшая из группы по возрасту Анна выходит замуж за нормального парня — того самого, который в детстве донес на Софи Уэндер. Она рассказывает ему обо всех, и очень скоро её муж Алан погибает. Как потом выясняется, его дядя Аксель таким образом спасал своего любимого племянника от шантажа. Беременная первым ребёнком, Анна не выдерживает и кончает с собой, оставив обвиняющее письмо на всех, включая младшую сестру Дэвида Петру и свою собственную сестру Рэйчел.
Двух других девушек из группы в результате нагромождения событий подозревают, арестовывают, и обе погибают под пытками.
В итоге Дэвид вместе с младшей сестрой Петрой (обладательницей очень сильного телепатического дара) и кузиной Розалиндой бегут в Джунгли. При помощи Петры им удаётся установить связь с цивилизованными обитателями далёкой Селандии (Новая Зеландия), где телепатия является обычной способностью для большинства людей. Селандцы организую спасательную экспедицию, которая в последний момент приходит на помощь Дэвиду и его спутникам, до которых едва не добрался посланный в Джунгли отряд фундаменталистов.
Прибыв в Селандию, Дэвид узнаёт Город из своих детских снов. Он с сестрой и Розалиндой теперь в безопасности, на Лабрадоре же остались двое его друзей, Майкл и Рэйчел, которым предстоит самостоятельно добраться до безопасной Селандии.

## Герои
- Дэвид Строрм — главный герой, от его лица идёт повествование. В детстве дружил с Софи Уэндер, зная о её Отклонении, но не рассказывая отцу. Позже полюбил Розалинду, однако скрывал это из-за враждебных отношений между их семьями.
- Софи Уэндер — девочка, родившаяся с шестью пальцами на каждой ноге. Жила вместе с родителями в отдалённой хижине, не могла общаться с другими детьми из-за своей мутации. В конечном итоге была стерилизована и отправлена в Джунгли, где погибла в ходе нападения. До конца жизни сохраняла теплые чувства к Дэвиду.
- Джозеф Строрм — отец Дэвида и Петры. Он глубоко религиозен и непреклонен в вопросе Отклонений и богохульства, наказывал Дэвида за малейшую неосторожность в плане религии.
- Аксель — дядя Дэвида, бывший моряк, повидал другие земли и поэтому отличался куда большим кругозором и терпимостью к мутантам, чем Джозеф Строрм. Именно он посоветовал Дэвиду тщательно скрывать проявления его дара.
- Петра Строрм — самая молодая из группы телепатов и в то же время самая одарённая среди них. Невольно — не контролируя свой дар, стала причиной разоблачения всей группы.
- Розалинда Мортон — двоюродная сестра Дэвида, также обладала телепатией. С одной стороны, девушка решительная и уверенная в себе, но в то же время ранимая и доверчивая в глубине души.
- Мишель (в другом переводе Майкл) — наиболее проницательный и решительный в группе телепатов, играет ведущую роль в группе. Ему удалось сохранить в тайне свои способности, в финале был в отряде преследователей и информировал Дэвида о его передвижении.
- Рэйчел — единственная оставшаяся в Вакнуке из группы телепатов к концу романа. Она любит Мишеля и поэтому он принимает решение вернуться за ней.

## Отзывы критиков
Фрэнсис Маккомас, обозреватель New York Times, отметил, что успех романа Уиндема заключается в «создании по-человечески понятных персонажей, которые, в конце концов, являются более или менее людьми» и пришёл к выводу, что роман «будет хорошо отмечен и запомнится надолго».
Известный критик и писатель Деймон Найт писал, что Уиндем «не смог понять, что шести пальцев было бы вполне достаточно и правдоподобно; но автора потянуло к телепатическим мутациям, он сделал Дэвида одним из девяти телепатов и оттянул весь сюжет от тщательно выстроенного ранее фона в сторону проклятой погони и прочим клише в конце… это фатальная ошибка».
SFreviews.net даёт смешанный отзыв о романе. С одной стороны, «„Хризалиды“ подходят мучительно близко к статусу самой мощной и глубокой работы Джона Уиндема». Однако «автор катастрофически спотыкается в кульминационный момент, подрывая тематическую основу повествования».
Рецензент Galaxy Грофф Конклин оценил роман как «настолько искусно написанный, что факт отсутствия блестящей новой идеи не имеет никакого значения». Энтони Бучер также нашёл роман созданным из чего-то свежего на знакомую тему, похвалив Уиндема за «накопление мелких правдоподобных деталей» и «бо́льшую глубину и зрелость, чем он демонстрировал в предыдущих романах». Критик Питер Миллер писал в Astounding, что Уиндем «разработал тему мутантов так правдоподобно, как будто „Odd John“ Степлдона, „Слэна“ ван Вогта и рассказов из сборника „Mutant“ не существовало».
Существуют разногласия среди критиков, следует ли рассматривать вмешательство в конце романа экспедиции Селандии как Deus Ex Machina. Критики согласились с Уиндемом, что две разные культуры в своём развитии обязательно должны сражаться до смерти. Уиндем оправдывает это в длинной речи женщины из Селандии в конце, но её рассуждения плохо стыкуются с призывом к толерантности в первой половине романа. Этот вывод также присутствует в «Кракен пробуждается» и «Мидвичских кукушках».

## «Христо-люди»
В некоторых сетевых библиотеках можно найти роман «Христо-люди», авторство которого приписывают братьям Стругацким. На самом деле это любительский перевод «Хризалид» со вставками, в которых упоминаются реалии из различных произведений Стругацких. Братья-писатели же не имеют к «Христо-людям» никакого отношения, ни как переводчики, ни как авторы.